# Центральное торговое общество «Восток»
Центральное торговое общество «Восток» — нацистская организация, полное название которой звучит так: «Центральное торговое общество „Восток“ по сбыту сельскохозяйственной продукции и снабжению сельского хозяйства» (нем. «Zentralhandelsgesellschaft Ost für landwirtschaftlichen Absatz und Bedarf mbH»: ZHO). Её основной функцией было проведение неограниченной экономической эксплуатации оккупированных областей Советского Союза.

## Структура
ЦТО «Восток» было создано по приказу Германа Геринга от 27 июля 1941 года, и ему были предоставлены очень широкие монопольные права на захваченных территориях СССР. Для руководства экспансионистской деятельностью этого общества решено было образовать три штаба «Остланд», «Центр» и «Украина» в соответствии с подразделением территорий, подлежавших колонизации, на которых действовали группы армий «Север», «Центр» и «Юг». Общество имело в своём распоряжении 30 контор с 200 представительствами.

## Функции
Фактически в число задач ZHO входило проведение операций по заготовке, перевозке и сбыту разнообразной сельскохозяйственной продукции, которая предназначалась для поставки военным ведомствам территориальных администраций в нацистской Германии. Общество занималось управлением продовольственными предприятиями, а также несло ответственность за снабжение продовольственных предприятий снаряжением, оборудованием (в сфере сельского хозяйства — средствами производства, а сельское население снабжалось премиальными товарами).
Позже ЦТО «Восток» выполняло следующие функции: ликвидация дел в имущественном и финансовом отношениях, а именно — реализация вывезенного из Остланда имущества и неиспользованных товаров, а также заготовка вывозимых из других областей, оккупированных Третьим Рейхом (из Генерал-губернаторства, с Запада) сельскохозяйственных и всевозможных продовольственных продуктов.
Известно, что позже на оккупированной Украине нацистскими администраторами в рамках деятельности ЦТО «Восток» было создано 11 дочерних компаний по «производству» продовольственных товаров со 130 филиалами.
Центральное торговое общество вместе с дочерними компаниями в кульминационный момент своей деятельности имело летом 1943 года примерно 7000 сотрудников — в подавляющем большинстве немцев; помимо всего прочего, в его ведении находились 250 немецких фирм.
Надо отметить, что кроме ЦТО «Восток» нацистами был образован ряд подобных коммерческих организаций, которые имели аналогичное назначение. В числе самых крупных обществ можно назвать «Berg- und Hüttenwerksgesellschaft mbH», «Kontinentale Öl AG», «Ost-Faser GmbH». Эти общества выполняли указания отделений Восточного хозяйственного штаба и Министерства по делам восточных оккупированных территорий, которым руководил Альфред Розенберг. При этом общества действовали в тесном контакте с местными органами управления, такими как администрация рейхскомиссариата и региональными хозяйственными инспекциями. Например, у Восточного хозяйственного штаба в Риге было своё представительство, которым руководил генерал-майор Янзен. Он должен был координировать свои действия на этом посту с III отделом рейхскомиссариата «Остланд», который ведал хозяйственными вопросами.

## Общий оборот
Общий оборот Центрального торгового общества «Восток» со времени его основания до 31 марта 1944 года составил 5,6 миллиардов марок. За всё указанное время общество и входящие в него или подчинённые ему организации заготовили в общей сложности 9 200 000 тонн зерна, 622 000 тонн мяса и мясной продукции, 950 000 тонн семян масличных культур, 208 000 тонн масла, 400 000 тонн сахара, 2 500 000 тонн грубых кормов, 3 200 000 тонн картофеля, 141 000 тонн семян, 1 200 000 тонн других сельскохозяйственных культур, а также 1 075 миллионов яиц.
В числе документов, которые создавались чиновниками ZHO, можно отметить прескрипт, который свидетельствует об экспансионистских целях захватчиков в начальный период нацистской оккупации. Согласно данным Центрального государственного исторического архива Латвии(ф. Р-70, оп. 1, д. 2, л. 20), в августе 1941 года с целью обеспечения свежими мясными товарами 16-й немецкой армии, которая входила в состав группы армий «Север», наступавшей на Ленинград, Латвия по приказу сельхозинспекции «Север» с санкции ЦТО «Восток» раз в четыре дня должна была поставлять железнодорожный состав с крупным рогатым скотом (не менее 300 животных в каждом составе). Буквально через неделю условия поставок ужесточились: эта же хозяйственная инспекция издала указ, согласно которому из генерального комиссариата «Латвия» помимо запланированных поставок 10 000 голов свиней и 4 500 голов крупного рогатого скота для нужд вермахта необходимо было отправлять дополнительные 3 железнодорожных состава каждую неделю. Составители прескрипта специально оговаривали, что переработка продуктов животноводства, полученных по условиям обязательных поставок и предусмотренных для отправки вермахту и в Германию, для осуществления строжайшего контроля должна проводиться в тесном взаимодействии с Центральным торговым обществом «Восток».
Уже позже, в целях более полного использования продовольственных ресурсов оккупированной Латвии в соответствии с распоряжением рейхскомиссара Генриха Лозе от 9 февраля 1942 года в ведение ZHO перешли ряд торговых организаций комиссариата, действовавших в рамках департамента по обеспечению продовольствия: «Центральное мучное и хлебное управление» (Miltu un maizes centrāle), «Центральное мясное управление» (Gaļas centrāle, бывшее предприятие «Bekona eksports»), «Центральное сахарное управление» (Cukura centrāle), «Центральное рыбное управление» (Zivju centrāle) и некоторые другие.
По данным одного из секретных обзоров о товарах, которые вывозились из Латвии в Германию в период с июля по декабрь 1941 года (ЦГИА, ф. Р-813, оп. 2, д. 75, лл. 166—170) можно наблюдать сравнительно полную картину экономической эксплуатации населения на начальном этапе оккупации. За эти полгода вермахту были поставлены 3472 тонны масла, 1525 тонн мяса, 14484 головы крупного рогатого скота, 8141 голова свиней, 13784 тонны овса, 14671 тонны ржи, 3631 тонна пшеницы, 2841 тонна сахара, 1210 тонна шоколада и конфет, 1 985 000 литров алкогольных напитков, 275 000 кубических метров пиломатериалов, а также товаров из Рижского универмага на сумму 5 812 000 рейхсмарок и много других видов различной продукции. Необходимо уточнить, что данные этого обзора можно признать неполными, поскольку здесь количество товаров приводится не по всем отраслям производства, также не была учтена продукция военных сфер промышленности, а также надо принимать во внимание грабительский пересчёт рублей в рейхсмарки, при котором нацисты приравняли 10 рублей к одной рейхсмарке при закупке ими товаров в июле-сентябре 1941 года, а цены на эти товары принимались равными 60 % от цен, принятых в Германии. С учётом этих сведений в том числе под контролем ZHO за вторую половину 1941 года было передано вермахту и вывезено из Латвии в Германию всевозможных товаров на общую сумму более 200 000 000 рейхсмарок.